# 阿玛裸眼蜥属
阿玛裸眼蜥属（学名：Amapasaurus）为裸眼蜥科的一个属。

## 下属物种
本属包括以下物种：
- Amapasaurus tetradactylus Cunha, 1970[2]